# Arts Regong
Les arts Regong sont des arts populaires ayant pour sujet le bouddhisme tibétain et comprenant la peinture, la sculpture, la gravure, l’architecture et la broderie. Ils sont nés le long de la rivière Longwu qui traverse l'actuelle  préfecture autonome tibétaine de Huangnan dans la province du Qinghai en République populaire de Chine. 
Les arts Regong ont été inscrits en 2009 sur la liste représentative du patrimoine culturel immatériel de l’humanité.

## Historique

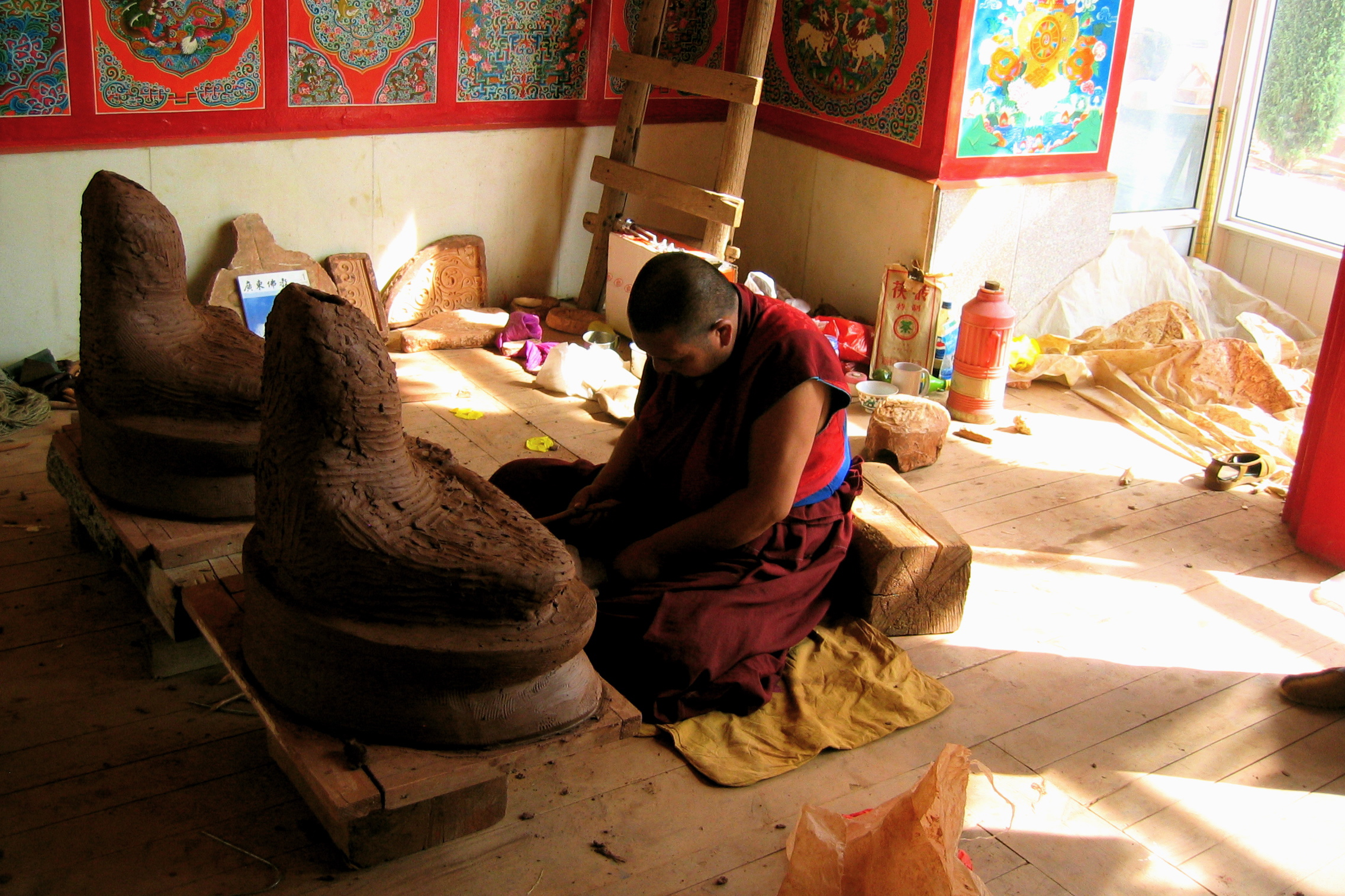
Sculpture au monastère de Longwu

Les arts Regong trouvent leur origine au Xe siècle

## Différents arts Regong
- Le thangka aussi nommé « tangka », « thanka » ou « tanka » (prononciation : [tʰɑːŋkɑː), littéralement chose que l'on déroule, est une peinture sur toile caractéristique de la culture tibétaine. On en trouve de toutes les tailles, depuis les thangkas portatifs que l'on peut enrouler et dérouler grâce à deux baguettes passées dans leurs ourlets, jusqu'aux thangkas monumentaux destinés à être déroulés le long d'une pente ou d'un mur, qui peuvent atteindre plusieurs dizaines de mètres. Les thangkas représentent généralement des diagrammes mystiques symboliques (mandala), des divinités du bouddhisme tibétain ou de la religion bön, ou encore des portraits du dalaï-lama. Ils sont destinés le plus souvent à servir de support à la méditation.
- Les broderies Dui (duixiu) ou barbola utilisent des dessins d'animaux et de plantes, découpés dans de la soie ce qui crée du relief. Elles permettent des décorations de colonnes ou la confection de voiles.
- Les sculptures Regong sont réalisées en argile, en bois, en pierre ou en brique et permettent la décoration des temples et des maisons ; les panneaux muraux, les meubles ou les tables pour le service du thé.